# Palais San José
Le palais San José est un manoir situé dans la campagne d’Entre Ríos, bâti dans le style italianisant au milieu du XIXe siècle, qui fut autrefois la résidence du général Justo José de Urquiza, premier président constitutionnel de l’Argentine et gouverneur de la province d'Entre Ríos, et ce jusqu’à sa mort violente en 1870. L’édifice, devenu aujourd’hui musée national Justo José de Urquiza, est classé depuis 1935 musée historique national.

## Description
Le palais San José est situé dans le district Molino du département d'Uruguay, dans la province argentine d’Entre Ríos, entre les localités de Herrera et de Caseros, à 30 km env. (à vol d’oiseau) à l’ouest de Concepción del Uruguay, en pleine zone campagnarde.
Son propriétaire originel le baptisa Posta San José (litt. relais de poste San José), mais eu égard au raffinement, pour l’époque, de son architecture, les habitants des environs ainsi que les visiteurs vinrent bientôt à le désigner comme Palacio San José. À l’origine, l’édifice se dressait au milieu d’un domaine de 2 500 hectares, dont 20 étaient constitués de parcs, de jardins et d'un vaste verger.
La réalisation de ce bâtiment, où prédomine le style Renaissance italienne, mâtiné d’éléments empruntés au style criollo argentin, lui-même dérivé de l’architecture coloniale espagnole, demanda douze années de travaux, s’étalant de 1848 à 1860, et fut initialement confiée à l’architecte italien Jacinto Dellepiane. Celui-ci ayant cependant fait défection peu après le début des travaux, le projet fut remis aux soins de l’architecte Pietro Fossati (es), également d’origine italienne, qui se fit assister de son frère, sculpteur de profession. À la réalisation du bâtiment concoururent également un ensemble de tailleurs de pierre, de ferronniers, de peintres et de jardiniers, tous attirés de l’étranger spécialement pour cet ouvrage.
Le corps de bâtiment principal, dépourvu d’étage, comporte 38 pièces, de vastes dimensions, disposées autour de deux élégantes cours intérieures. Il est entouré de dépendances de service, d’une chapelle, d’une remise à voitures, d’une pulpería (entrepôt de marchandises diverses), d’un colombier apte à héberger jusqu’à 650 pigeons, et d’un étang artificiel de quelque 20 000 m2, sur lequel évoluaient jadis des voiliers légers et sur les berges de laquelle se déroulaient de somptueuses fêtes.
Sa façade principale, flanquée à ses extrémités de deux tours carrées symétriques, est couronnée d’une frise à motifs classiques et d’un garde-corps de fer forgé enserrant, au-dessus de la travée centrale, l’écusson provincial. Cette façade donne entrée à la dénommée cour d’honneur, qu’entoure une ample galerie composée d’un alignement d’arcades reposant sur des colonnes de style toscan, et derrière laquelle se situent les salles de réception, les bureaux, le salon de billard, les salles à manger et les chambres à coucher à l’usage de la famille du général et de ses illustres hôtes. La deuxième cour intérieure, dénommée Patio del Parral (cour des Treilles), est bordée d’un treillage en fer forgé, mais apparaît pour le reste semblable à la cour précédente ; autour d’elle sont rangées les pièces destinées aux visiteurs moins éminents. Une troisième cour enfin, sur la façade arrière, regroupe les dépendances et les pièces pour le personnel de service.
L’intérieur est décoré avec goût et élégance, notamment avec des tableaux et peintures murales, parmi lesquels on remarque ceux de l’artiste uruguayen Juan Manuel Blanes, qui créa une série de tableaux représentant les différentes batailles auxquelles il fut donné au général Urquiza de participer. Dans les jardins figurent les bustes d’hommes célèbres tels que Napoléon, Hernán Cortés, Alexandre le Grand et Jules César, et des sculptures de León Sola, originaire de la province, qui devait, aux frais du général, réaliser des études en Italie.
Il est à signaler que le palais San José comportait un système d’eau courante, qui prélevait son eau dans la rivière Gualeguachú, distante de 2 km du lieu, et qui est encore en service aujourd’hui. Cette commodité ne sera connue ensuite à Buenos Aires qu’à partir de 1870.
Dans cet édifice eurent lieu quelques événements de portée historique pour la naissante république argentine ; en particulier, c’est d’ici que le général Urquiza dirigea la Confédération argentine, après que le territoire de la province d’Entre Ríos eut été fédéralisée (de 1854 à 1860), c'est-à-dire placée sous tutelle directe du pouvoir central, et la capitale provinciale Paraná élevée au rang de capitale nationale provisoire, la province de Buenos Aires ayant en effet refusé de rejoindre ladite Confédération et s’étant érigée en État de facto indépendant. Le général y vécut et y trouva aussi la mort, assassiné par un attentat le 11 avril 1870. La chambre à coucher où se perpétra le meurtre fut ensuite transformé en oratoire par les soins de son épouse. L’État fédéral déclara musée historique national le palais San José par une loi du 30 août 1935.

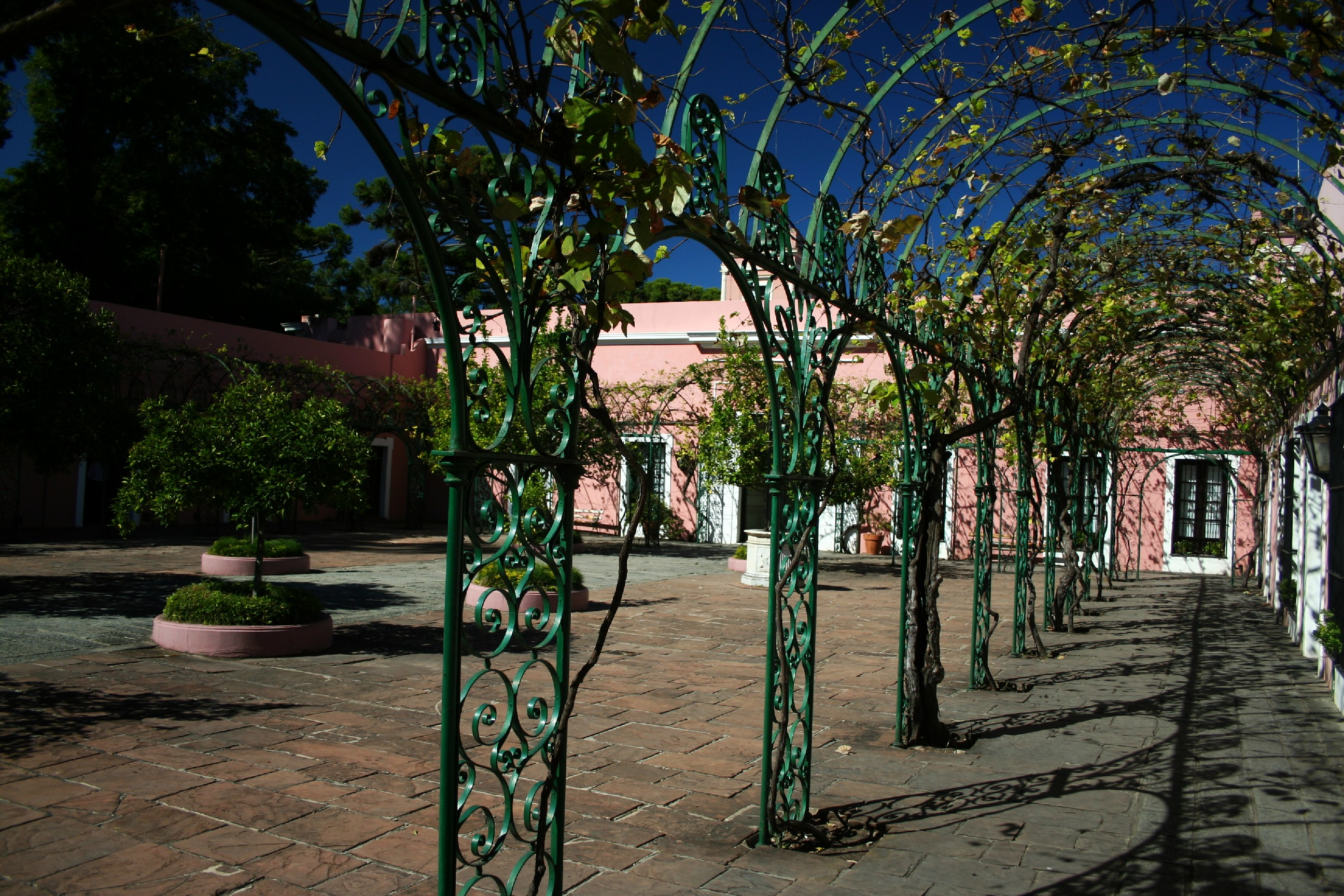
Cour des Treilles
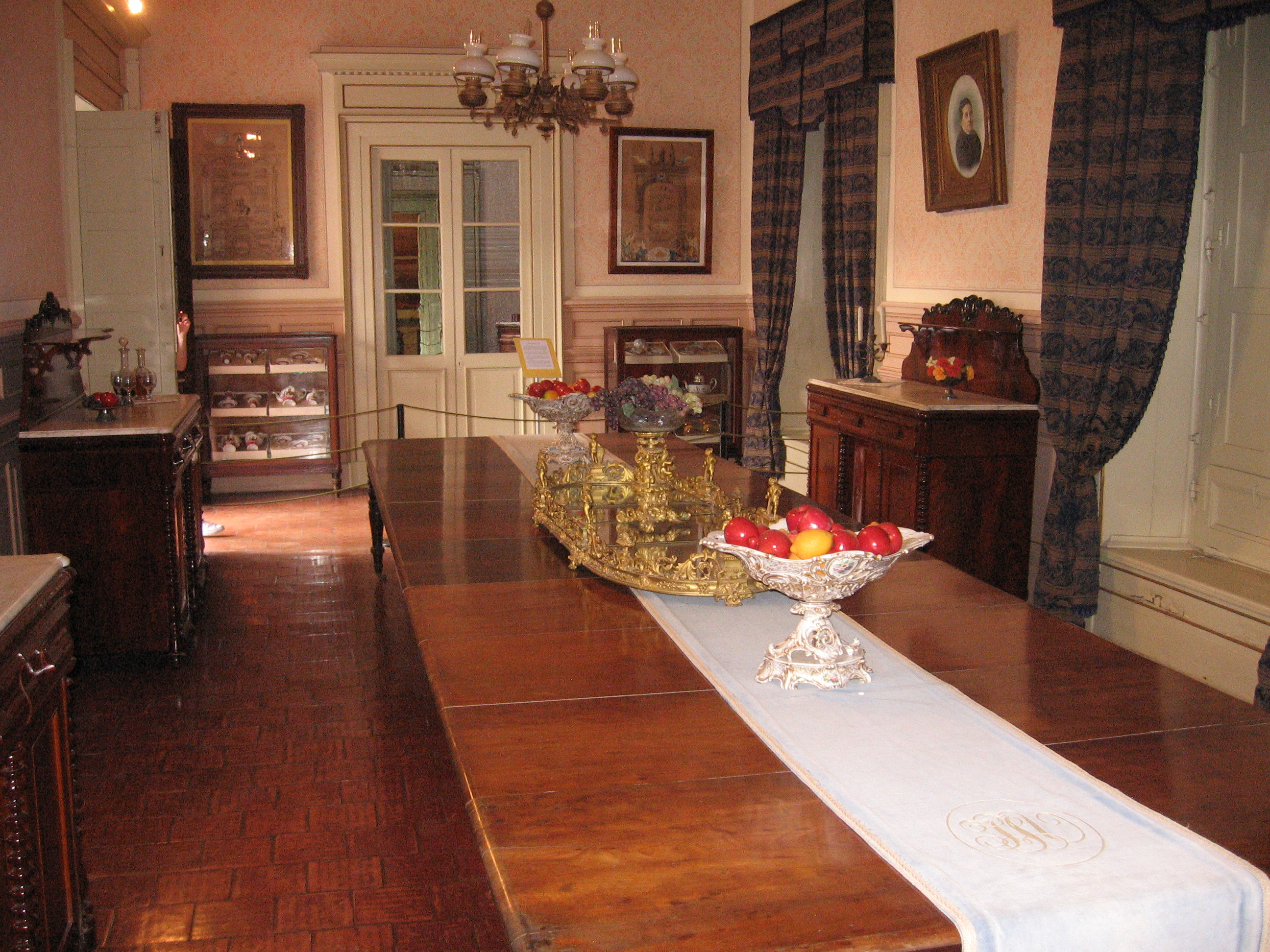
Vue intérieure : salle de réunion